# Psychodynamismus
Psychodynamismus bezeichnet ein Lebens- und Krankheitskonzept, das Anfang des 18. Jahrhunderts, wesentlich von Georg Ernst Stahl (1659–1734), begründet wurde. Danach ist eine „irregeleitete“ Seele Ursache für die Störung von Organfunktionen. Affekte wie Freude, Trauer, Zorn, Hoffnung, Liebe seien für Zustand und Funktionsfähigkeit der Organe bedeutsam. Stahls „seelenbeeinflussende“ Therapievorschläge werden als frühe Bemühungen um eine Psychotherapie und Psychodynamik gedeutet.

## Animismus und Dynamismus
Stahl nannte in seinem Hauptwerk Theoria medica vera 1707 seine Lehre auch Animismus. Dieser Begriff sollte jedoch nicht mit dem naturreligiösen Animismus verwechselt werden. Als Anima (später auch: Physis, Natura, Vis vitalis, Principium vitale, Agens vitale, Vis plastica genannt) bezeichnete Stahl die Kraft der Seele als lebenstreibendes Prinzip, das unbewusst, instinkthaft oder bewusst alle Lebensvorgänge steuere. Dieser theoretische Ansatz wird definitionsgemäß als „Ansatz der Psychiker“ bezeichnet. Damit beeinflusste Stahl u. a. die Vitalisten der Schule von Montpellier. Der Begriff des Psychodynamismus unterscheidet sich aber auch von dem des Animismus, wie Stahl ihn selbst verstand, insofern als er diesem Anima-Konzept eine spezielle metaphysische und naturphilosophische Bedeutung des Seelenbegriffs zugrunde legte. Die naturphilosophische Theorie ist letztlich auch Kern der Phlogiston-Theorie Stahls. Sie war Gegenstand seiner Auseinandersetzung mit Friedrich Hoffmann (1660–1742), der eine solidarmechanistische Nerventheorie vertrat. Stahl wurde bereits von William Battie (1703–1776) angegriffen, er habe den Begriff Anima fälschlich mythologisiert und vergöttlicht („deifyed“). Auch die Vitalisten konnten die einer therapeutischen Beeinflussung gegenüber weniger erfolgversprechende metaphysische Auffassung Stahls nicht ohne Vorbehalt teilen.
Demgegenüber ist der Begriff Dynamismus unabhängig von der Existenz einer Seele. Er ist vielseitiger und allgemeiner interpretierbar, indem er als Kraft oder Macht lediglich etwas Wirkendes oder Wirkungen Ausstrahlendes bezeichnet. Es bleibt offen, ob dies in einem konkreten Einzelfalle als naturwissenschaftlicher Kausalzusammenhang gemeint ist oder ob ein unerklärlicher Zusammenhang vorliegt, der Anlass zu magischen Vermutungen gibt, etwa Tiere seien verhext, weil an der Tür ein Zeichen angebracht ist (Mana, Wakanda, Orenda). Auch Carl Gustav Jung versteht den Begriff des psychischen Dynamismus in diesem Sinne. Er sieht ihn im Zusammenhang mit dem Energiebegriff. Diesen fasst er als reinen Begriff a priori auf. Er unterscheidet zwischen sinnlich nicht erfahrbarer Energie und den sinnlich wahrnehmbaren Auswirkungen der Energie, die er als Kräfte ansieht. Kräfte äußern sich z. B. in sinnlich wahrnehmbaren Bewegungen. Bei der Anwendung des abstrakten Energiebegriffs auf Stoffe der Erfahrung trete notwendigerweise eine Konkretisierung oder Veranschaulichung des (reinen) Begriffs auf. Dadurch werde diese veranschaulichte Begriffsbildung substanzialisiert und hypostasiert, so etwa die des Äthers. Dynamismus stellt daher zumindest eine gewisse Konkretisierung des ursprünglich abstrakten Seelenbegriffs dar. Auch Philippe Muller sieht den Begriff der psychischen Energie als Metapher an, um auf den dynamischen Aspekt des Verhaltens hinzuweisen. – Der durch Stahl aufkommende Begriff der Nervenkraft bedeutete eine Dynamisierung und Funktionalisierung der bisherigen mechanischen Nerventheorien. Der Begriff der seelischen Energie und ihrer Dynamik ist jedoch nicht nur von Georg Ernst Stahl gebraucht worden, sondern schließt eine jeweils ganz bestimmte Lösung des Leib-Seele-Problems in sich ein.

## Unterschiedliche Rezeption
Besonders die Romantische Medizin befasste sich mit Stahls Anima-Konzept. Johann Gottfried Langermann (1768–1832) hat die Theorie Stahls im Gegensatz zu den pragmatischen Psychiatern in England und zu den Vitalisten in Frankreich durchgehend akzeptiert. Die engergetisch-dynamische Vorstellung ist jedoch auch von Freud und C. G. Jung verwendet worden, um die verschiedenen Erscheinungsformen der Libido zu erklären. Dabei wurden von Freud und Jung unterschiedliche Definitionen für den Begriff „Libido“ verwendet.

## Mythologie

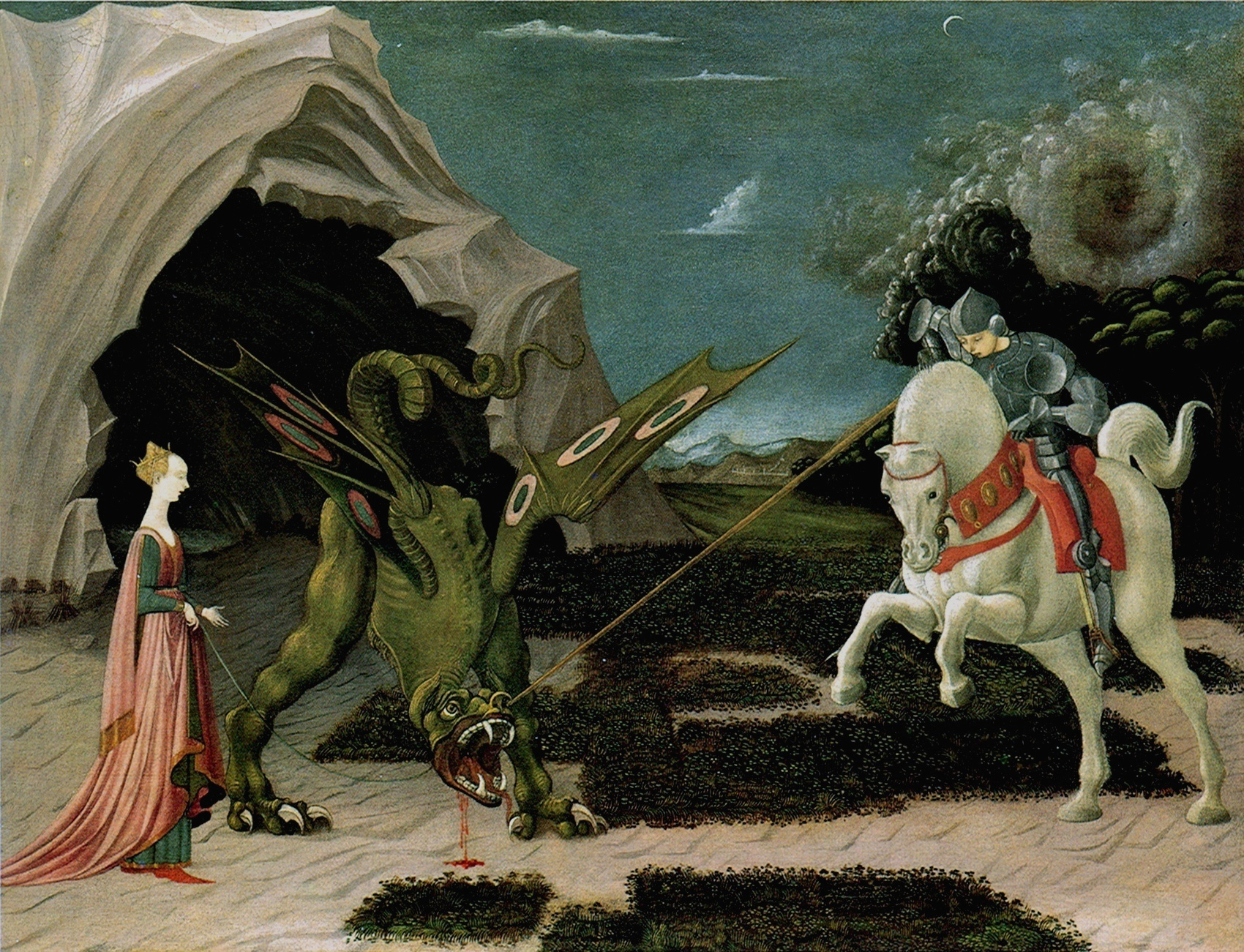
Paolo Uccello: Der heilige Georg im Kampf mit dem Drachen. Öl auf Leinwand, um 1470. National Gallery, London

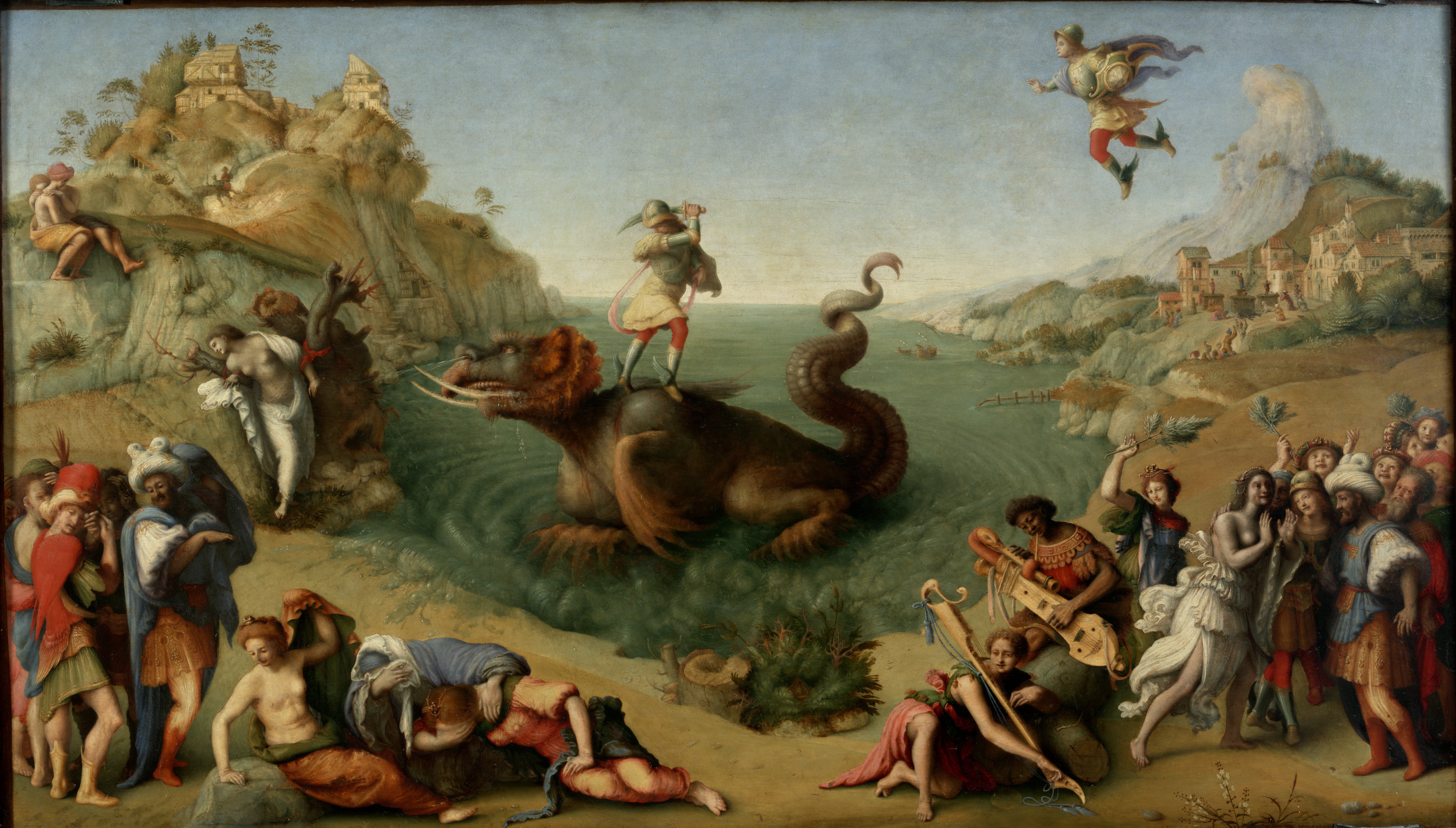
Das Seeungeheuer Ketos auf dem Gemälde „Perseus befreit Andromeda“ von Piero di Cosimo. Öl auf Holz, 1513. Uffizien, Florenz

C. G. Jung fasst die Dynamik des Seelischen als archetypisch auf. Archetypen werden als Kraftfelder aufgefasst. Mythologische Darstellungen sind daher die klassische Form der Darstellung seelischer Dynamik. Eine begrenzte Anzahl archetypischer Konstellationen ist für die energetisch-dynamischen seelischen Abläufe, für seelische Entwicklungen und Veränderungen bestimmend, vgl. Psychogenese. Hier sei als Beispiel für die Darstellung dynamischer seelischer Abläufe die Behandlung des Themas Drachen in der Mythologie herausgegriffen. Wenn auch die Dynamik in der angegebenen Abbildung des Gemäldes von Paolo Uccello auf den Gegensatz Animus und Anima hinzudeuten scheint, so ist damit die Interpretation des Symbols „Drache“ sicherlich nicht erschöpft. In der Abbildung weisen die dunklen Elemente wie „Nacht“, „Höhle“, „Unterwelt“, „Tiefe“ und nicht zuletzt des Elements „Drache“ auf die Entwicklungsreihe des weiblichen Archetypus hin, ebenso wie die Elemente „Erde“, „Berg“, „Tal“. Die hellen Elemente, die hauptsächlich durch das Pferd gekennzeichnet sind, weisen auf den männlichen Archetypus hin. Die weibliche Dynamik ist von anderer Qualität (Halsband des Drachen) als die männliche. Am Beispiel der innerseelischen Dynamik zwischen Animus und Anima ist auf die prinzipielle Gegensatzstruktur der innerseelischen wie auch der physiologischen Abläufe hinzuweisen, vgl. → Bereitstellung. – Ganz anders erscheint die Darstellung des Kampfs mit dem Drachen von Piero di Cosimo in der Perseussage. Hier scheint wegen der von Perseus getadelten Schutzlosigkeit von Andromeda (im Gemälde nicht an den Felsen, sondern an einen Baum gefesselt) der gesellschaftliche Aspekt des Mutterarchetyps im Vordergrund zu stehen wie er in der psychologischen Deutung des Drachenmotivs durch Lutz Röhrich dargestellt wurde und nicht der vorgenannte Gesichtspunkt des innerseelischen Individuationsprozesses bzw. der Individualmythologie. Auf dynamische Aspekte weist u. a. auch die Heraklessage hin, siehe den Kampf mit dem Nemëischen Löwen. Erich Neumann hat den Gegensatzcharakter auch im Hinblick auf Leitfiguren der Ethik beschrieben. Der Heilige vertrete das Lichtprinzip, das durch den Heiligenschein symbolisiert werde, siehe → Pleroma. Ähnlich verhalte es sich bei Darstellungen, in denen St. Georg den Drachen erlegt.

## Prinzip der Synchronizität
Mit der Synchronizität hat C. G. Jung ein weiteres Prinzip als Alternative und Ergänzung zum Begriff der Kausalität und damit auch zur seelischen Dynamik entworfen. Er definiert Synchronizität als „zeitliche Koinzidenz zweier oder mehrerer nicht kausal aufeinander beziehbarer Ereignisse gleichen oder ähnlichen Sinngehalts“.